# Mieczysław Lech Owoc
Mieczysław Lech Owoc (ur. 1 lutego 1949 w Trzebnicy) – polski informatyk, dr hab. nauk ekonomicznych, profesor nadzwyczajny Instytutu Zarządzania Wiedzą i Komunikacją Wydziału Informatyki i Komunikacji Uniwersytetu Ekonomicznego w Katowicach i Instytutu Informatyki Ekonomicznej Wydziału Zarządzania, Informatyki i Finansów Uniwersytetu Ekonomicznego we Wrocławiu.

## Życiorys
W 1973 ukończył studia w zakresie ekonomiki i organizacji przemysłu w Wyższej Szkole Ekonomicznej we Wrocławiu, natomiast 27 września 1983 obronił pracę doktorską, 17 listopada 2005 habilitował się na podstawie dorobku naukowego i pracy zatytułowanej Wartościowanie wiedzy w inteligentnych systemach wspomagających zarządzanie. Został zatrudniony na stanowisku profesora nadzwyczajnego w Instytucie Zarządzania Wiedzą i Komunikacją na Wydziale Informatyki i Komunikacji Uniwersytetu Ekonomicznego w Katowicach, a także w Instytucie Informatyki Ekonomicznej na Wydziale Zarządzania, Informatyki i Finansów Uniwersytetu Ekonomicznego we Wrocławiu.
Był dyrektorem Instytutu Informatyki Ekonomicznej Wydziału Zarządzania, Informatyki i Finansów Uniwersytetu Ekonomicznego we Wrocławiu.

## Publikacje
- 2005: Fuzzy Rule-Based systems Supporting Financial Analysis and its Verification - Marktplatz Internet: Von e-learning bis e-Payment[1]
- 2005: Dywersyfikacja wiedzy o zarządzaniu kadrami [w:] Prace Naukowe AE Wrocław[1]
- 2010: Granularity and Representation of Knowledge: Towards Knowledge Grid[1]
- 2014: Validation Model for Discovered Web User Navigation Patterns[1]
- 2018: Dynamic Ontology Supporting Local Government[1]